# 束缚绳束

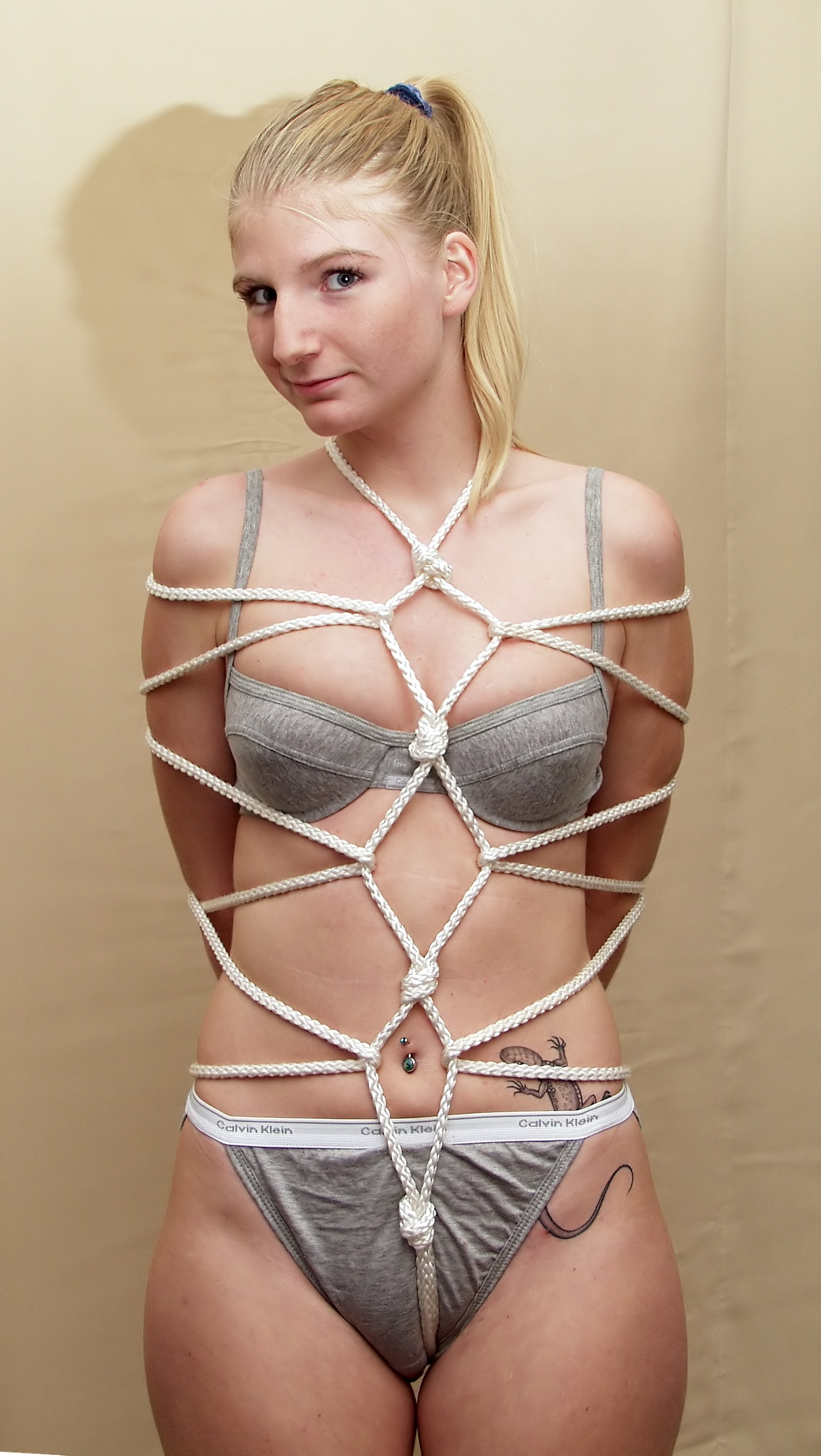

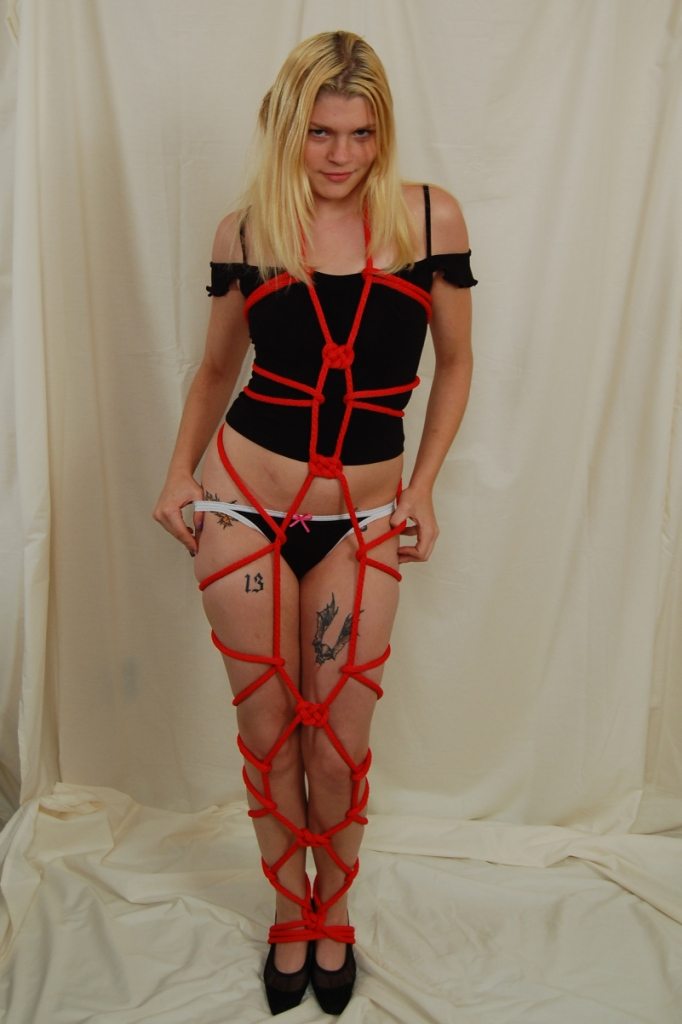

束缚绳束，有时称为束缚网（bondage web），绳网（rope web），绳衣（rope dress）或卡拉达（karada），是通过一根绳子包围身体周围的一个捆绑方式。

## 日式卡拉达
在日本，卡拉达（karada）为身体上的束缚绳束。在传统上，用kikkou（六角形）和hishi（菱形）表示不同图案的捆绑方式，虽然很多现代只用kikkou来表示指任何形式的束缚绳束。